# Courtney Holtkamp
Pas d'image ? Cliquez ici

a Compétitions nationales et continentales officielles uniquement.

b Matchs officiels uniquement.
Courtney Holtkamp, née le 25 avril 1999, est une joueuse internationale canadienne de rugby à XV évoluant aux postes de deuxième ligne ou de troisième ligne centre. Elle joue en Championnat d'Angleterre au Loughborough Lightning.

## Biographie
Courtney Holtkamp naît le 25 avril 1999. Formée à Rimbey (Alberta), elle joue en scolaire avec les Rimbey Spartans : elle joue avec l'équipe première de son école alors qu'elle n'est qu'en classe de quatrième. À l'époque elle joue au poste de centre. Elle pratique également le volley-ball.
Elle joue jusqu'en 2020 avec les Pandas de l'Université de l'Alberta où elle suit des études de kinésithérapie, ainsi que pour le club des Red Deer Titans. Elle devient internationale canadienne à 18 ans, contre l'Angleterre.
Elle part ensuite jouer en Angleterre avec le club du Loughborough Lightning, où elle reste deux saisons.
Courtney Holtkamp compte 19 sélections en équipe nationale quand elle est retenue en septembre 2022 pour disputer la Coupe du monde en Nouvelle-Zélande.
En 2023, elle participe à la Pacific Four Series, puis à la première édition du WXV où elle marque notamment un essai contre la France,.
Au printemps 2024, elle remporte la Pacific Four Series, dont elle dispute les trois rencontres. Elle est également sélectionnée pour la deuxième édition du WXV. Au mois de décembre, Courtney Holtkamp revient au Loughborough Lightning pour pallier les indisponibilités d'Emma Wassell et de Catherine O'Donnell.

## Palmarès
- Vainqueur de la Pacific Four Series en 2024.